# 스가노 겐이치
스가노 겐이치(일본어: 菅野 賢一, 1971년 8월 8일 ~ )는 일본의 전 축구 선수이다.

## 구단 경력
1994년 재팬 풋볼 리그의 가시와 레이솔에 입단했다. 1994년 재팬 풋볼 리그 준우승으로 J1리그로 승격했다. 1996년까지 37경기에 출전하여, 6득점을 넣었다. 1997년 재팬 풋볼 리그의 가와사키 프론탈레로 이적했다. 1999년 J2리그로 승격했다. 2000년 미토 홀리호크로 이적했다. 2001년부터 2004년까지 군마 FC 호리코시에서 뛰었다. 2004년후 현역 은퇴.